# Пономарёва, Александра Денисовна
Александра Денисовна Пономарёва (род. 25 мая 1990, Москва) — российский футбольный судья, арбитр ФИФА (2016).

## Биография
Родилась в 1990 году. Окончила с отличием московскую школу № 134 и МАИ. Мастер спорта по баскетболу и шестикратная чемпионка Московской области.
Выпускница учебного центра «Футбольный арбитр». Обслуживает матчи чемпионата России среди женщин, женской Лиги чемпионов и международных турниров сборных. Кроме того, у Пономарёвой имеется опыт работы в мужском футболе. Она судила игры третьего дивизиона, первенства молодёжных команд клубов РПЛ и Кубка ФНЛ.

## Скандал в судействе
Известность получила после скандального финала Кубка Легенд 2020, где приняла ряд неоднозначных решений. Помимо Пономарёвой, на турнире работали арбитры ФИФА Алексей Николаев и Екатерина Козырева.

## Личная жизнь
Муж — арбитр Сергей Тихонов. Есть сын.